# Уачо
Уачо (исп. Huacho) — город в Перу в провинции Уаура в регионе Лима. Город находится на побережье Тихого океана в 148 км к северу от Лимы близ устья реки Уаура. В городе проживает 100 700 человек. Через город проходит Панамериканское шоссе.

## История
Вице-король Перу Франсиско де Толедо основал город Уачо для расселения различных индейских племён айлус. Новое поселение было расположено около бухты Гуачо и получило название Сан-Бартоломе-де-Гуачо.
В 1774 году вице-король Хосе Антонио де Мендоса присвоил посёлку Уачо статус города, после чего в городе была построена главная площадь.
Во время войны за независимость Перу в Уачо размещались члены освободительного движения возглавляемого Хосе де Сан-Мартином.
В 1892 году в городе заработал трамвай на животной тяге, использовались мулы и лошади. С 1920-30 годах все линии трамвая были электрифицированы, таким образом Уачо стал вторым после Лимы городом в Перу где появился трамвай на электрической тяге.
В 1911 году в Уачо был расположен офис северо-западной железной дороги Перу.

## Экономика
В районе города действуют нефте и хлопкоперерабатывающие предприятия. Выращивается рис, хлопок, сахарный тростник и различные зерновые культуры.
В 30 километрах от города ведётся добыча соли в местности называемой Лас-Салинас-де-Уачо.
В Уачо расположен порт в котором базируются рыболовецкие суда, а также фабрики по обработке рыбы.
В городе работает самое большое на севере Перу предприятие по переработке сахара, на нём работает около 2000 человек, кроме сахара предприятие производит алкоголь. Другим важным предприятием города является птицеферма, цыплята этой фермы поставляются в несколько соседних провинций.
В целях туризма город посещают как перуанцы так и граждане иностранных государств.

## Фото

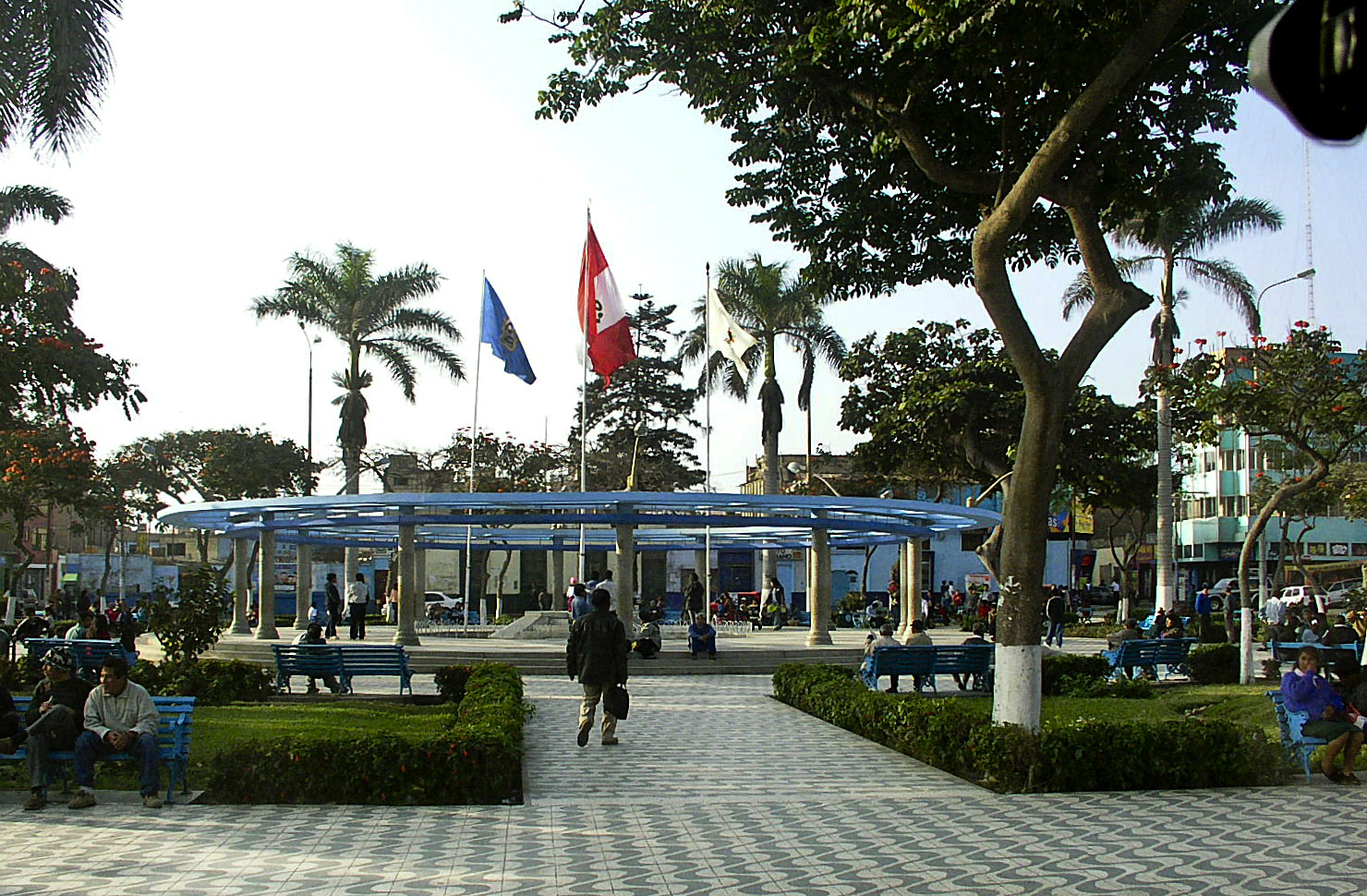
Городская площадь
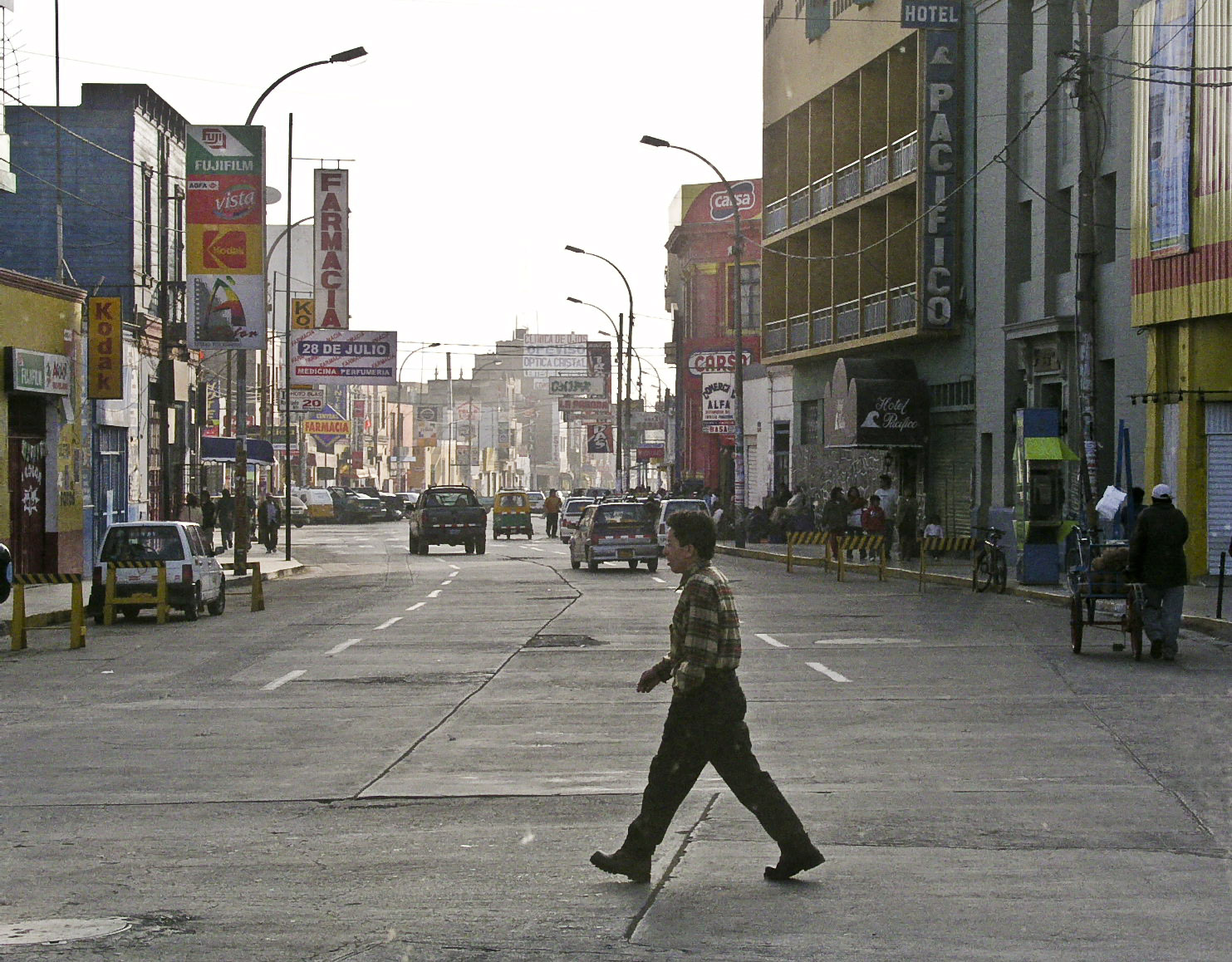
Вид на улицу города